# Histamin-Rezeptoren
Histamin-Rezeptoren sind G-Protein-gekoppelte Rezeptoren, über die der Neurotransmitter und das Gewebshormon Histamin seine Funktionen vermittelt. Zur Familie der Histamin-Rezeptoren gehören die Rezeptoren H1, H2, H3 und H4. Die Rezeptoren H1, H2 und H4 sind insbesondere die Ursache für die Wirkungen des Histamins im Rahmen von Abwehrreaktionen, wie beispielsweise Mastzellaktivierung, Freisetzung von Interleukinen, Rekrutierung von Leukozyten, Hautrötung, Magensäurefreisetzung, Erbrechen sowie Erweiterung und Erhöhung der Permeabilität kleiner Blutgefäße verbunden mit Nesselsucht. Der H3-Rezeptor vermittelt, neben dem H1-Rezeptor, die Neurotransmitterfunktionen des Histamins. Zu diesen gehören beispielsweise die Regulierung der Freisetzung von Histamin (Autoregulation), Acetylcholin, Noradrenalin und Serotonin und die Regulierung der circadianen Rhythmik.
|                    | H1                                                                                     | H2                                      | H3                                       | H4                        |
| ------------------ | -------------------------------------------------------------------------------------- | --------------------------------------- | ---------------------------------------- | ------------------------- |
| Genetik            |                                                                                        |                                         |                                          |                           |
| Genlocus           | 3q25                                                                                   | 5q35                                    | 20q13.33                                 | 18q11.2                   |
| Exons              | 1                                                                                      | 1                                       | 3                                        | 3                         |
| Protein            |                                                                                        |                                         |                                          |                           |
| Struktur           | 7TM                                                                                    | 7TM                                     | 7TM                                      | 7TM                       |
| Länge              | 487 Aminosäuren                                                                        | 359 Aminosäuren                         | 445 Aminosäuren                          | 390 Aminosäuren           |
| Pharmakologie      |                                                                                        |                                         |                                          |                           |
| Signaltransduktion | Gq/11                                                                                  | Gs                                      | Gi/o                                     | Gi/o                      |
| Funktion           | systemische Vasodilatation Hautrötung Tag-Nacht-Rhythmus Erbrechen Bronchokonstriktion | Magensäuresekretion Reflextachykardie   | Neurotransmission                        | Mastzell-Chemotaxis       |
| Agonisten          | Histamin Histaprodifen                                                                 | Histamin Betazol                        | Histamin α-Methylhistamin Immepip Imetit | Histamin 4-Methylhistamin |
| Antagonisten       | Loratadin Cetirizin Fexofenadin Doxylamin Diphenhydramin                               | Cimetidin Famotidin Ranitidin Roxatidin | Ciproxifan Thioperamid Clobenpropit      | Thioperamid JNJ 7777120   |